# Savennières
Pour le vin, voir Savennières (AOC).
Savennières est une commune française située dans le département de Maine-et-Loire, en région Pays de la Loire.
Située dans la deuxième couronne sud de la ville d'Angers, on trouve sur la commune un vignoble réputé.

## Géographie

### Localisation
Commune angevine implantée sur la rive nord de la Loire, Savennières est située à une quinzaine de kilomètres à l’ouest d’Angers, dans la zone du val de Loire inscrite au patrimoine mondial de l’UNESCO depuis novembre 2000.

### Aux alentours
Les communes les plus proches sont Béhuard (1 km), La Possonnière (2 km), Rochefort-sur-Loire (3 km), Denée (4 km), Saint-Jean-de-la-Croix (6 km), Bouchemaine (6 km), Saint-Aubin-de-Luigné (6 km), Saint-Martin-du-Fouilloux (6 km), Chaudefonds-sur-Layon (8 km) et Mûrs-Erigné (8 km).

### Géologie et relief
L'altitude de la commune varie de 12 à 77 mètres. Elle est due à ses nombreux vallons à l'est du bourg jusqu'à Bouchemaine, en bord de Loire. Son territoire s'étend sur plus de 21 km2 (2 101 hectares).

### Climat
Son climat est tempéré, de type océanique. Le climat angevin est particulièrement doux, de par sa situation entre les influences océaniques et continentales. Généralement les hivers sont pluvieux, les gelées rares et les étés ensoleillés.
Pour des articles plus généraux, voir Climat des Pays de la Loire et Climat de Maine-et-Loire.
En 2010, le climat de la commune est de type climat océanique altéré, selon une étude du CNRS s'appuyant sur une série de données couvrant la période 1971-2000. En 2020, Météo-France publie une typologie des climats de la France métropolitaine dans laquelle la commune est exposée à un climat océanique et est dans la région climatique Moyenne vallée de la Loire, caractérisée par une bonne insolation (1 850 h/an) et un été peu pluvieux.
Pour la période 1971-2000, la température annuelle moyenne est de 11,7 °C, avec une amplitude thermique annuelle de 14,2 °C. Le cumul annuel moyen de précipitations est de 629 mm, avec 11,1 jours de précipitations en janvier et 5,9 jours en juillet. Pour la période 1991-2020, la température moyenne annuelle observée sur la station météorologique de Météo-France la plus proche, sur la commune de Beaucouzé à 11 km à vol d'oiseau, est de 12,6 °C et le cumul annuel moyen de précipitations est de 709,3 mm,. Pour l'avenir, les paramètres climatiques de la commune estimés pour 2050 selon différents scénarios d'émission de gaz à effet de serre sont consultables sur un site dédié publié par Météo-France en novembre 2022.

## Urbanisme

### Typologie
Au 1er janvier 2024, Savennières est catégorisée bourg rural, selon la nouvelle grille communale de densité à sept niveaux définie par l'Insee en 2022.
Elle est située hors unité urbaine. Par ailleurs la commune fait partie de l'aire d'attraction d'Angers, dont elle est une commune de la couronne,. Cette aire, qui regroupe 81 communes, est catégorisée dans les aires de 200 000 à moins de 700 000 habitants,.

### Occupation des sols
L'occupation des sols de la commune, telle qu'elle ressort de la base de données européenne d’occupation biophysique des sols Corine Land Cover (CLC), est marquée par l'importance des territoires agricoles (82,8 % en 2018), une proportion sensiblement équivalente à celle de 1990 (83,2 %). La répartition détaillée en 2018 est la suivante : 
terres arables (35,8 %), prairies (25,5 %), zones agricoles hétérogènes (16 %), forêts (11,4 %), cultures permanentes (5,4 %), espaces verts artificialisés, non agricoles (2,6 %), zones urbanisées (1,8 %), eaux continentales (1,4 %). L'évolution de l’occupation des sols de la commune et de ses infrastructures peut être observée sur les différentes représentations cartographiques du territoire : la carte de Cassini (XVIIIe siècle), la carte d'état-major (1820-1866) et les cartes ou photos aériennes de l'IGN pour la période actuelle (1950 à aujourd'hui).

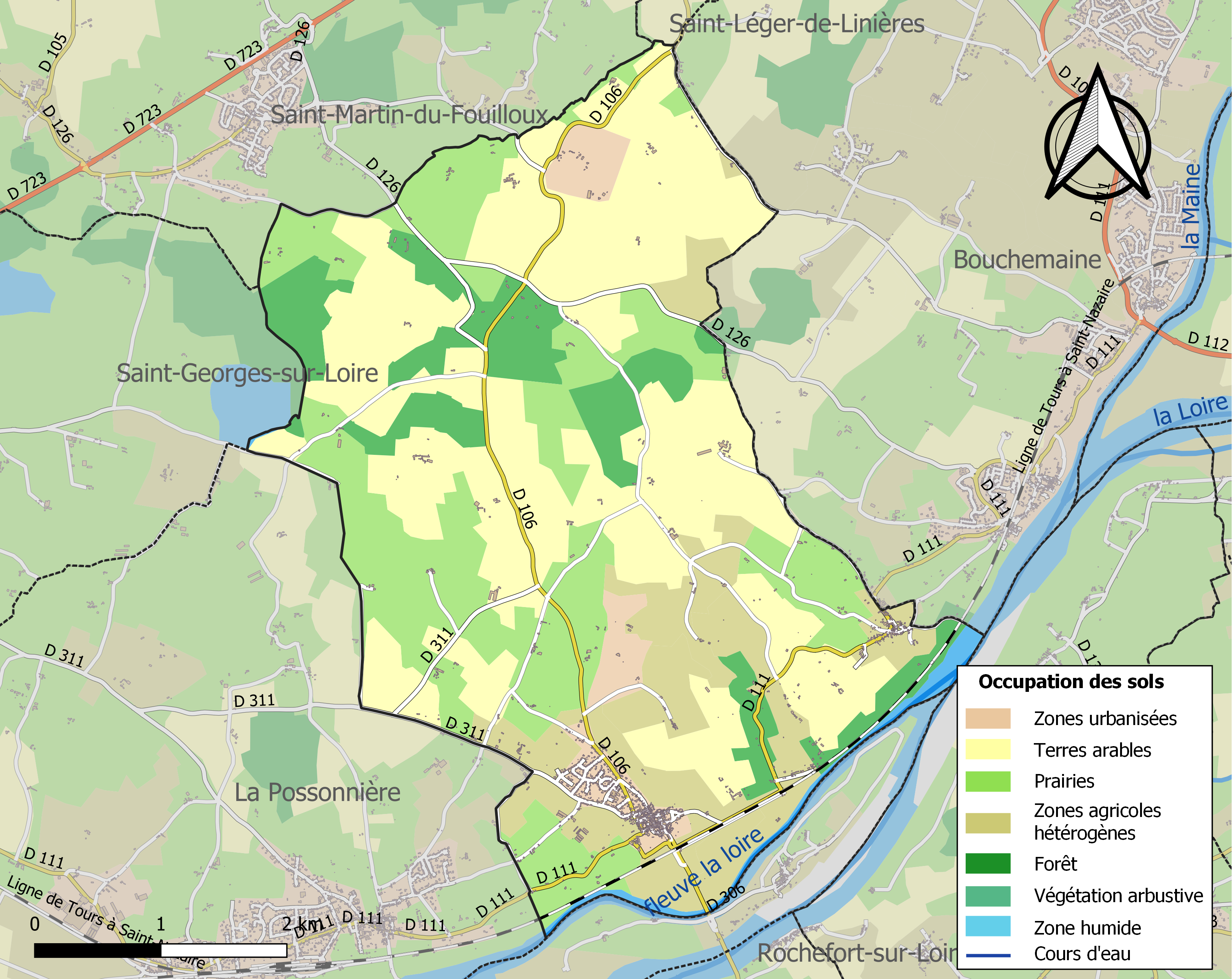
Carte des infrastructures et de l'occupation des sols de la commune en 2018 (CLC).

## Toponymie
Ce toponyme vient de la saponaire. Formes anciennes du nom : Vicus Saponaria au VIIe siècle, Saponaria in territorio Andegavensi, Curtis Saponaria au XIe siècle, Savoneriœ au XIIe siècle, la paroisse de Savonnières au XIIIe siècle, Parochia de Sapponnerüs au XIVe siècle, Sapvonnières au XVIe et XVIIe siècles, avant de devenir Savennières puis Savennières en 1619, Savenière et Savennières aux XVIIIe et XIXe siècles.

## Histoire

### Préhistoire et Antiquité
Une hache polie, et une autre percée, sont les seules preuves de l'occupation du territoire à l'époque préhistorique. Pour l'époque antique, des pierres gravées, peut-être des bornes milliaires, ont été retrouvées, ainsi qu'un reste de mosaïque dans le bourg et des sarcophages en pierre coquillère, datant plus probablement de l'époque mérovingienne. Une voie romaine qui reliait Angers à Nantes passait par le territoire de la commune, par La Ségourie. Dans l'église d’Épiré, le bénitier a été creusé dans un tronçon de colonne et chapiteau composite.

### Moyen Âge
Un vicus est attesté dès le VIe siècle, et vraisemblablement jusqu'au XIe siècle. Ravagé par les troupes bretonnes, puis normandes, le territoire de Savennières passe aux mains des comtes de Nantes et accueille la sépulture du comte Lambert II de Nantes, avant de repasser sous l'influence des comtes d'Anjou. Au XIIe siècle, afin de protéger la voie d'Angers à Nantes, un château est érigé à la Roche-aux-Moines.
En 1214 se déroule une bataille opposant les Plantagenêt aux troupes royales. Après avoir débarqué avec ses alliés à La Rochelle, Jean sans Terre fait de Rochefort-sur-Loire sa base d'opérations et assiège La Roche-aux-Moines (à Savennières), château confié au sénéchal Guillaume des Roches. Jean est défait par les troupes royales du Prince Louis, fils de Philippe Auguste.
Une famille féodale a porté le nom de Savennières ou de Savonnières (sans rapport avec Savonnières en Touraine).  Elle posséda aussi, selon les branches et au cours des temps, St-Aubin et La Guierche, la Bretesche, la Troche, Meaulne, L'Entre-Deux-Bois et St-Germain etc,.

### Ancien Régime et Révolution
Au XVIIIe siècle, la paroisse dépend du doyenné de Candé et de l'élection d'Angers. Les habitants de la paroisse sont pauvres, nombre d'entre eux étant des journaliers aux faibles revenus travaillant dans les vignes.
Pendant la Révolution, le curé prête serment, mais le chapelain refuse et s'exile. Trois habitants sont victimes de la Terreur, ayant été condamné à mort par la commission militaire d'Angers.

### Époque contemporaine
Savennières devenue une commune, devient chef-lieu de canton du canton de Savennières en 1795, avant que celui-ci disparaisse en 1801 (canton de Saint-Georges-sur-Loire). La commune d’Épiré y est rattachée en 1795.
Son territoire comprend jusqu'en 1851 celui de La Possonnière, et de L'Alleud. Celles-ci sont distraites par une loi promulguée par l'Assemblée nationale sous le sceau de l’État par Louis-Napoléon Bonaparte.
La Première Guerre mondiale voit la mort de 17 habitants d’Épiré. Les deux guerres mondiales emporteront la vie de 59 habitants de Savennières.
L'électricité est établie dès 1923 et l'eau courante à partir de 1938. En 1937, le président de la République française, Albert Lebrun, s'arrête à Savennières lors d'une visite dans le vignoble à l'occasion de la cinquième fête nationale des vins de France.

## Politique et administration

### Administration municipale
| Période                                  | Période                      | Identité                                   | Étiquette | Qualité                                 |
| ---------------------------------------- | ---------------------------- | ------------------------------------------ | --------- | --------------------------------------- |
| 1787                                     | 1789                         | René Dertou                                |           | Syndic de la municipalité               |
| juillet 1791                             |                              | Julien Dupas de la Grée                    |           |                                         |
| 13 novembre 1791                         |                              | Jacques Robert                             |           |                                         |
| 9 novembre 1792                          |                              | Marie Joseph Milscent                      |           | Maire                                   |
| messidor an III                          |                              | Louis Tardif, dit Chomerie                 |           |                                         |
| an V                                     |                              | Frémy                                      |           |                                         |
| 15 thermidor an VIII (3 août 1800)       | 22 septembre 1802            | Pierre-Louis-Jérôme Leglou                 |           |                                         |
| 22 septembre 1802                        | 18 novembre 1817 (démission) | René-Sébastien Letourneux de la Péraudière |           |                                         |
| 22 novembre 1817                         | 7 août 1828                  | Justin Chevalier                           |           |                                         |
| 11 octobre 1828                          | 6 septembre 1830             | Félix de Romain                            |           |                                         |
| 6 septembre 1830                         | 25 octobre 1839              | François-Claude Fourmont-Desmazière        |           |                                         |
| 25 octobre 1838                          | 29 juillet 1844 (décès)      | Victor Leglou                              |           |                                         |
| 20 août 1844                             | (démission)                  | François-Claude Fourmont-Desmazière        |           |                                         |
| 21 octobre 1850                          |                              | Charles Charbonnier de la Guesnerie        |           |                                         |
| 7 février 1881                           |                              | Édouard Pichard                            |           |                                         |
| 20 mai 1900                              | 10 décembre 1919             | Étienne Martin-Laboureau                   |           |                                         |
| 10 décembre 1919                         | 31 mai 1956 (décès)          | Bernard Barbat du Closel                   |           |                                         |
| 13 juillet 1956                          | 14 mars 1965                 | Jacques Roussier                           |           |                                         |
| 14 mars 1965                             | 19 mars 1971                 | Antoine Joly                               |           |                                         |
| 19 mars 1971                             | mars 1977                    | Armand Régnier                             |           |                                         |
| 20 mars 1977                             | 1979 (démission)             | Antoine Joly                               |           |                                         |
| 14 décembre 1979                         | 26 mars 1983                 | André Abline                               | DVG       |                                         |
| 26 mars 1983                             | 24 mars 1989                 | Marie-Rose Roussier                        |           |                                         |
| 24 mars 1989                             | 15 mars 2008                 | Rémy Martin                                | DVG       | Maire et conseiller général (1998-2011) |
| 15 mars 2008                             | 29 septembre 2018            | Jacques Chambrier                          | DVG       |                                         |
| 29 septembre 2018                        | En cours (au 25 mai 2020)    | Jérémy Girault,                            |           |                                         |
| Les données manquantes sont à compléter. |                              |                                            |           |                                         |

### Intercommunalité
La commune est intégrée à la communauté urbaine Angers Loire Métropole, elle-même membre du syndicat mixte pôle métropolitain Loire Angers.

### Autres circonscriptions
Jusqu'en 2014, Savennières fait partie du canton de Saint-Georges-sur-Loire et de l'arrondissement d'Angers. Ce canton compte alors dix communes. Dans le cadre de la réforme territoriale, un nouveau découpage territorial pour le département de Maine-et-Loire est défini par le décret du 26 février 2014. La commune est alors rattachée au canton d'Angers-3, avec une entrée en vigueur au renouvellement des assemblées départementales de 2015.

## Population et société

### Démographie

#### Évolution démographique
L'évolution du nombre d'habitants est connue à travers les recensements de la population effectués dans la commune depuis 1793. Pour les communes de moins de 10 000 habitants, une enquête de recensement portant sur toute la population est réalisée tous les cinq ans, les populations de référence des années intermédiaires étant quant à elles estimées par interpolation ou extrapolation. Pour la commune, le premier recensement exhaustif entrant dans le cadre du nouveau dispositif a été réalisé en 2005.

En 2022, la commune comptait 1 351 habitants, en évolution de +0,97 % par rapport à 2016 (Maine-et-Loire : +2,12 %, France hors Mayotte : +2,11 %).
| 1793  | 1800  | 1806  | 1821  | 1831  | 1836  | 1841  | 1846  | 1851  |
| ----- | ----- | ----- | ----- | ----- | ----- | ----- | ----- | ----- |
| 2 460 | 2 074 | 2 478 | 2 513 | 2 704 | 2 697 | 2 744 | 2 769 | 1 386 |

| 1856  | 1861  | 1866  | 1872  | 1876  | 1881  | 1886  | 1891  | 1896  |
| ----- | ----- | ----- | ----- | ----- | ----- | ----- | ----- | ----- |
| 1 308 | 1 363 | 1 317 | 1 271 | 1 323 | 1 294 | 1 254 | 1 298 | 1 254 |

| 1901  | 1906  | 1911  | 1921  | 1926  | 1931  | 1936  | 1946  | 1954  |
| ----- | ----- | ----- | ----- | ----- | ----- | ----- | ----- | ----- |
| 1 249 | 1 222 | 1 150 | 1 079 | 1 103 | 1 073 | 1 088 | 1 184 | 1 142 |

| 1962  | 1968  | 1975  | 1982  | 1990  | 1999  | 2005  | 2006  | 2010  |
| ----- | ----- | ----- | ----- | ----- | ----- | ----- | ----- | ----- |
| 1 087 | 1 031 | 1 045 | 1 101 | 1 164 | 1 157 | 1 388 | 1 401 | 1 375 |

| 2015  | 2020  | 2022  | - | - | - | - | - | - |
| ----- | ----- | ----- | - | - | - | - | - | - |
| 1 337 | 1 337 | 1 351 | - | - | - | - | - | - |

#### Pyramide des âges
La population de la commune est plus âgée que celle du département.
En 2018, le taux de personnes d'un âge inférieur à 30 ans s'élève à 31,6 %, soit en dessous de la moyenne départementale (37,2 %). À l'inverse, le taux de personnes d'âge supérieur à 60 ans est de 27,0 % la même année, alors qu'il est de 25,6 % au niveau départemental.
En 2018, la commune compte 651 hommes pour 685 femmes, soit un taux de 51,27 % de femmes, légèrement inférieur au taux départemental (51,37 %).
Les pyramides des âges de la commune et du département s'établissent comme suit.
| Hommes | Classe d’âge | Femmes |
| ------ | ------------ | ------ |
| 1,2    | 90 ou +      | 2,9    |
| 5,5    | 75-89 ans    | 9,9    |
| 19,7   | 60-74 ans    | 14,6   |
| 23,5   | 45-59 ans    | 23,8   |
| 18,3   | 30-44 ans    | 17,5   |
| 13,5   | 15-29 ans    | 12,1   |
| 18,3   | 0-14 ans     | 19,2   |

| Hommes | Classe d’âge | Femmes |
| ------ | ------------ | ------ |
| 0,9    | 90 ou +      | 2,1    |
| 7      | 75-89 ans    | 9,5    |
| 16,2   | 60-74 ans    | 16,9   |
| 19,4   | 45-59 ans    | 18,7   |
| 18,2   | 30-44 ans    | 17,5   |
| 18,8   | 15-29 ans    | 17,6   |
| 19,5   | 0-14 ans     | 17,6   |

### Vie locale
Services publics présents sur la commune : mairie, écoles maternelle et primaire, accueil péri-scolaire, maison de retraite, poste. D'autres services publics sont présents à Saint-Georges-sur-Loire ou sur l'agglomération angevine.

### Enseignement
Le collège se trouve sur la commune de Saint-Georges-sur-Loire, tandis que les lycées sont sur Angers.

### Sports et équipements sportifs
Les équipements sportifs se trouvent soit à Saint-Georges-sur-Loire, soit sur l'agglomération angevine.
Deux cercles de boule de fort sont présents sur la commune, la Concorde dans le bourg de Savennières et la Bonne tenue dans celui d'Épiré.

### Manifestations culturelles et festivités
Plusieurs manifestations ont lieu au cours de l'année :
- fête du goût et du patrimoine (mois de mai),
- festival Littéraire Terres à Vins, terres à Livres (fin septembre)[40].

## Économie

### Tissu économique
En 2008, sur les 101 établissements présents, 47 % relèvent du commerce et des services et 33 % de celui de l'agriculture. Deux ans plus tard, sur les 113 établissements présents sur la commune à fin 2010, 29 % relèvent du secteur de l'agriculture (pour une moyenne de 17 % sur le département), 5 % du secteur de l'industrie, 6 % du secteur de la construction, 52 % de celui du commerce et des services et 7 % du secteur de l'administration et de la santé.
Fin 2015, sur les 135 établissements actifs, 22 % relèvent du secteur de l'agriculture (pour 11 % sur le département), 7 % du secteur de l'industrie, 4 % du secteur de la construction, 59 % de celui du commerce et des services et 10 % du secteur de l'administration et de la santé.

### Agriculture

Vignobles de la vallée de la Loire.

On comptait 32 exploitations agricoles en 2000. Le nombre d'exploitations a diminué entre 1988 et 2000, passant de 51 à 32, mais la superficie cultivée a, elle, augmenté dans cette période, passant de 1 392 hectares (moyenne 27 hectares par exploitation) à 1 463 hectares (46 hectares par exploitation). Quatorze exploitations élevaient des bovins, le nombre de têtes augmentant de 1 295 à 1 451 entre 1988 et 2000, et sept des volailles.
Vignoble

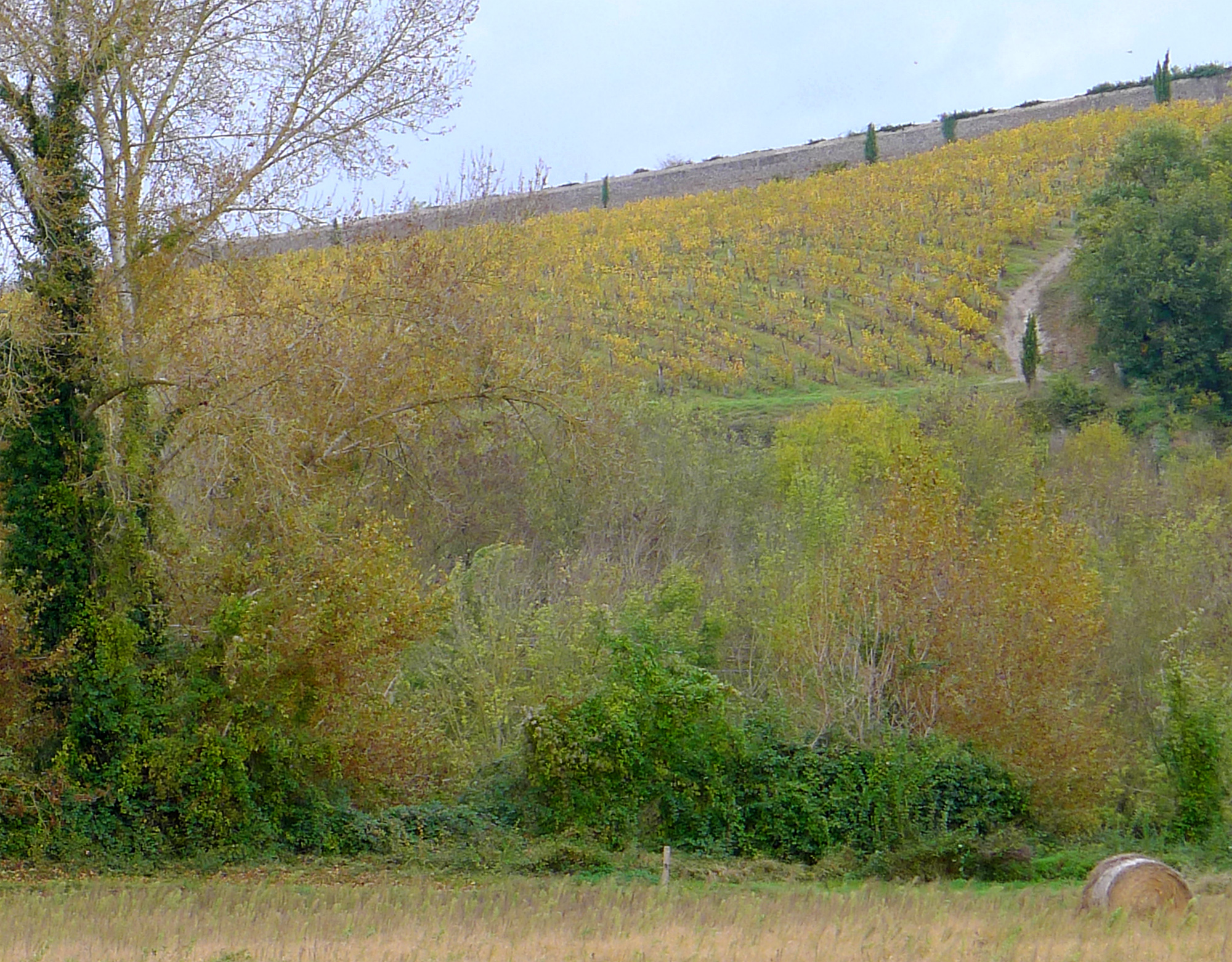
Coteaux vinicoles de Savennières vus depuis l'île Béhuard.

Après l'embouchure de la Maine vers la Loire, à Épiré commence le vignoble de Savennières. Le vignoble de Savennières est un vignoble du Val-de-Loire, situé sur les communes de Savennières, Bouchemaine, et La Possonnière.
Appellations sur le territoire
La commune possède au total trente-cinq appellations sur le territoire:
- AOC - AOP Anjou blanc, Anjou gamay, Anjou gamay nouveau ou primeur, Anjou mousseux blanc, Anjou mousseux rosé, Anjou rouge, Anjou Villages ;
- AOC - AOP Cabernet d'Anjou, Cabernet d'Anjou nouveau ou primeur ;
- AOC - AOP Crémant de Loire blanc, Crémant de Loire rosé ;
- AOC - AOP Rosé d'Anjou, Rosé d'Anjou nouveau ou primeur, Rosé de Loire ;
- AOC - AOP Savennières, Savennières Coulée de Serrant, Savennières Coulée de Serrant demi-sec, Savennières Coulée de Serrant moelleux ou doux, Savennières demi-sec, Savennières moelleux ou doux, Savennières Roche aux Moines, Savennières Roche aux Moines demi-sec, Savennières Roche aux Moines moelleux ou doux ;
- AOC - AOP Maine-Anjou ;
- IGP Maine-et-Loire blanc, Maine-et-Loire rosé, Maine-et-Loire rouge ;
- IGP Bœuf du Maine, Cidre de Bretagne ou Cidre breton ;
- IGP Volailles de Cholet, Volailles de Loué, Volailles du Maine, Volailles d’Ancenis, Œufs de Loué.

## Culture locale et patrimoine

### Lieux et monuments
Monuments historiques
- Église Saint-Pierre-et-Saint-Romain de Savennières des Xe et XIIe siècles, classée monument historique en 1840[47].
- Logis de la Coulée de Serrant du XVe siècle, Monument historique inscrit par arrêté du 20/09/1968 (façades et toitures).
- Logis de la Cour, Monument historique inscrit par arrêté du 14/03/1986.
- Le Château des Vaults
- Manoir des Lauriers du XVIIIe siècle, Monument historique inscrit par arrêté du 28/08/1974.
- Moulin à vent de Plussin, Monument historique inscrit par arrêté du 12/12/1975.
- Moulin à vent du Fresne (ou de la Petite Roche), Monument historique inscrit par arrêté du 21/11/1975.
- Presbytère, rue de la Cure, Monument historique inscrit par arrêté du 24/09/1986 (cheminée avec décor de toiles peintes, salon, élévation, toiture, décor intérieur).

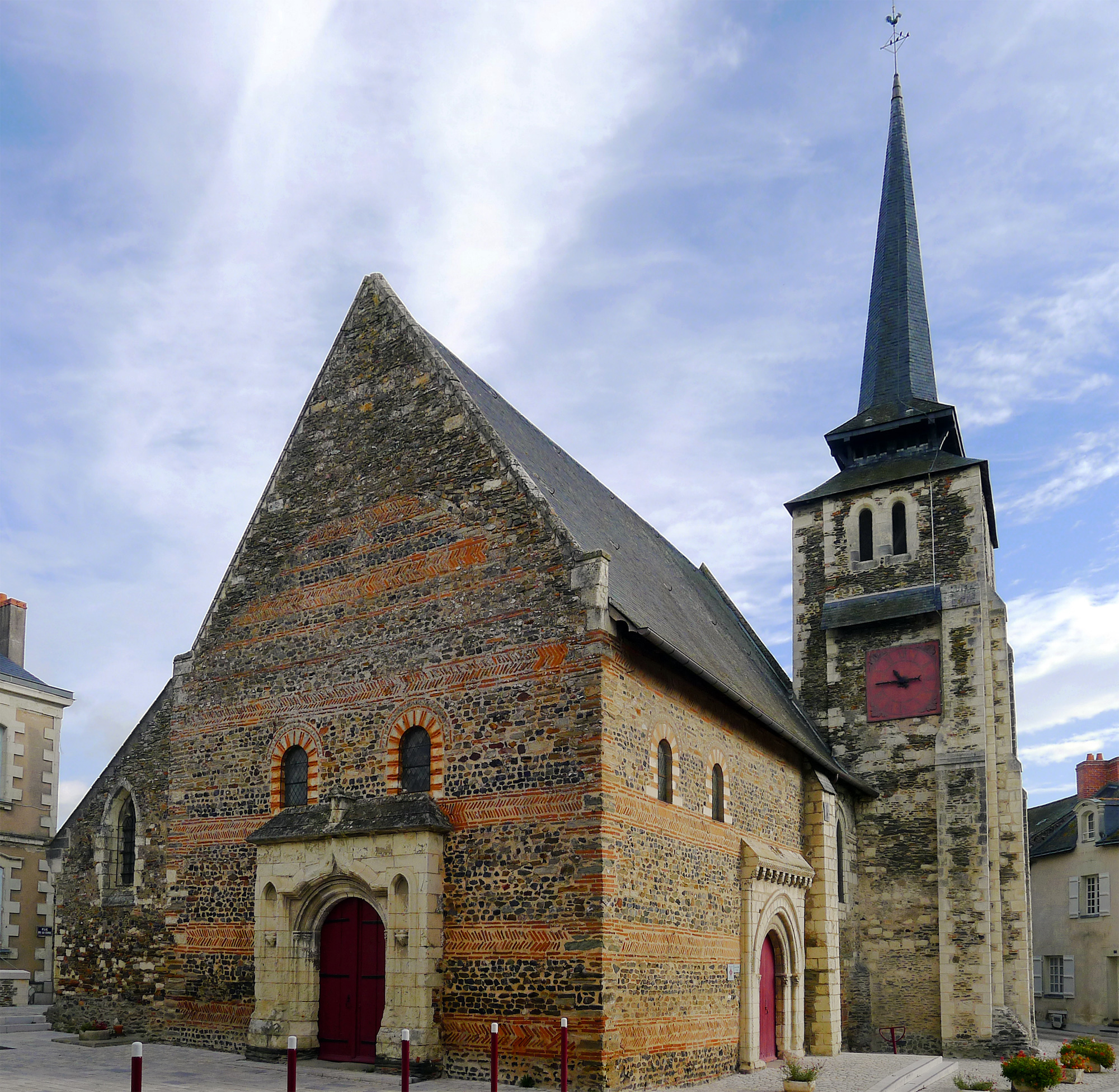
Église de Savennières.
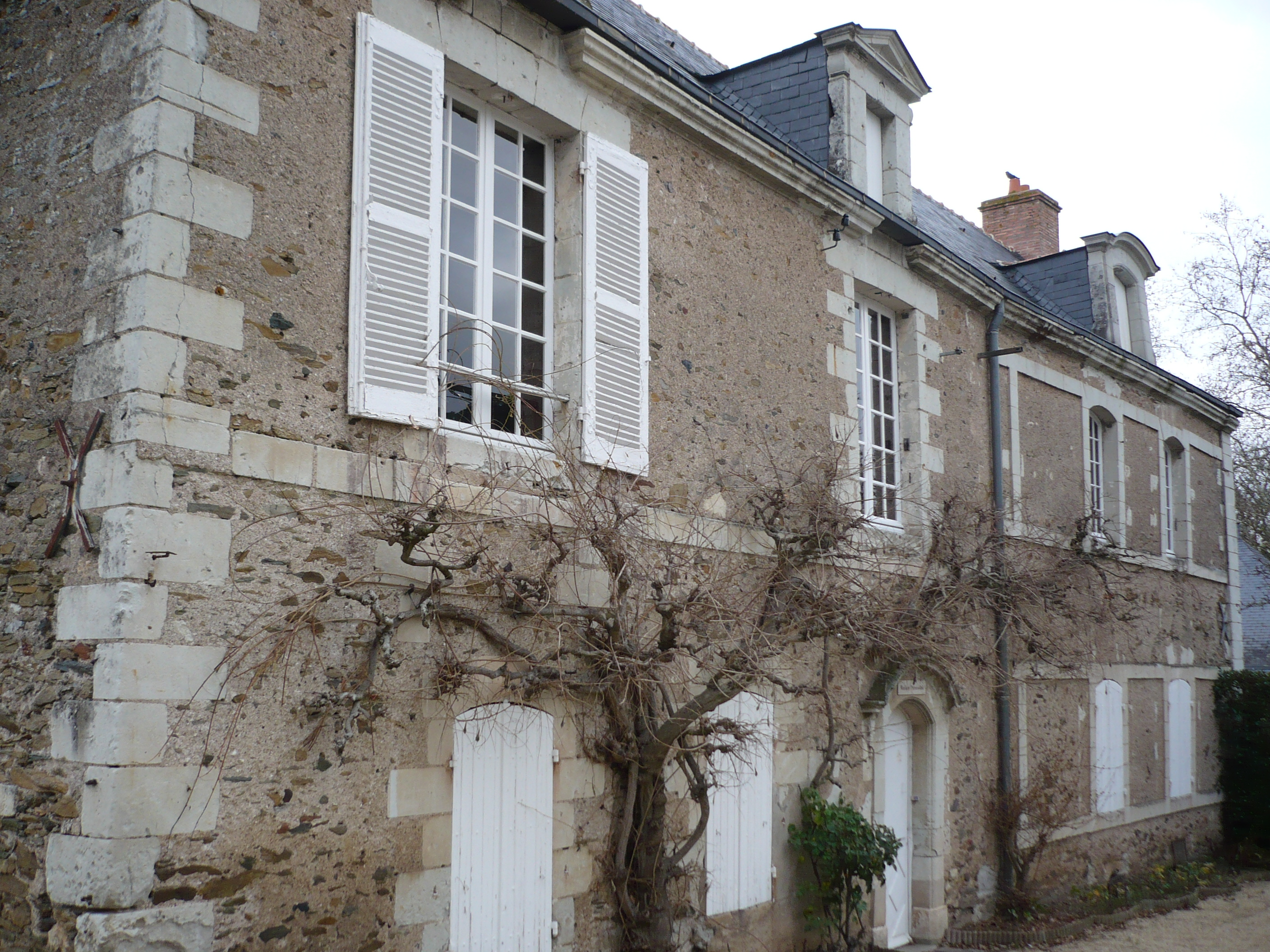
Presbytère de Savennières (MH).

Sites classés
- Ensemble formé par le château de Serrant et le château de Chevigné, ainsi que les étangs de Chevigné et de la Brelaudière, site classé par arrêté du 25 mars 1977.
- Ruines de l'ancien château de la Roche-Serrant, site protégé classé par arrêté du 18 juin 1921.
- Site formé par la confluence et les coteaux angevins, site protégé classé par arrêté du 23 février 2010.
- Zone de protection du patrimoine architectural urbain et paysager, ZPPAUP créée le 19 février 2010.
- Pierre Bécherelle et rochers voisins, site protégé classé par arrêtés des 8 juillet 1912 et 13 juin 1921.
- Allée de cyprès, à mi-hauteur de la Roche aux Moines, site protégé inscrit le 20 janvier 1939.

Autres lieux
- Parc du Fresne, dont un platane d'Orient plusieurs fois centenaire[49].

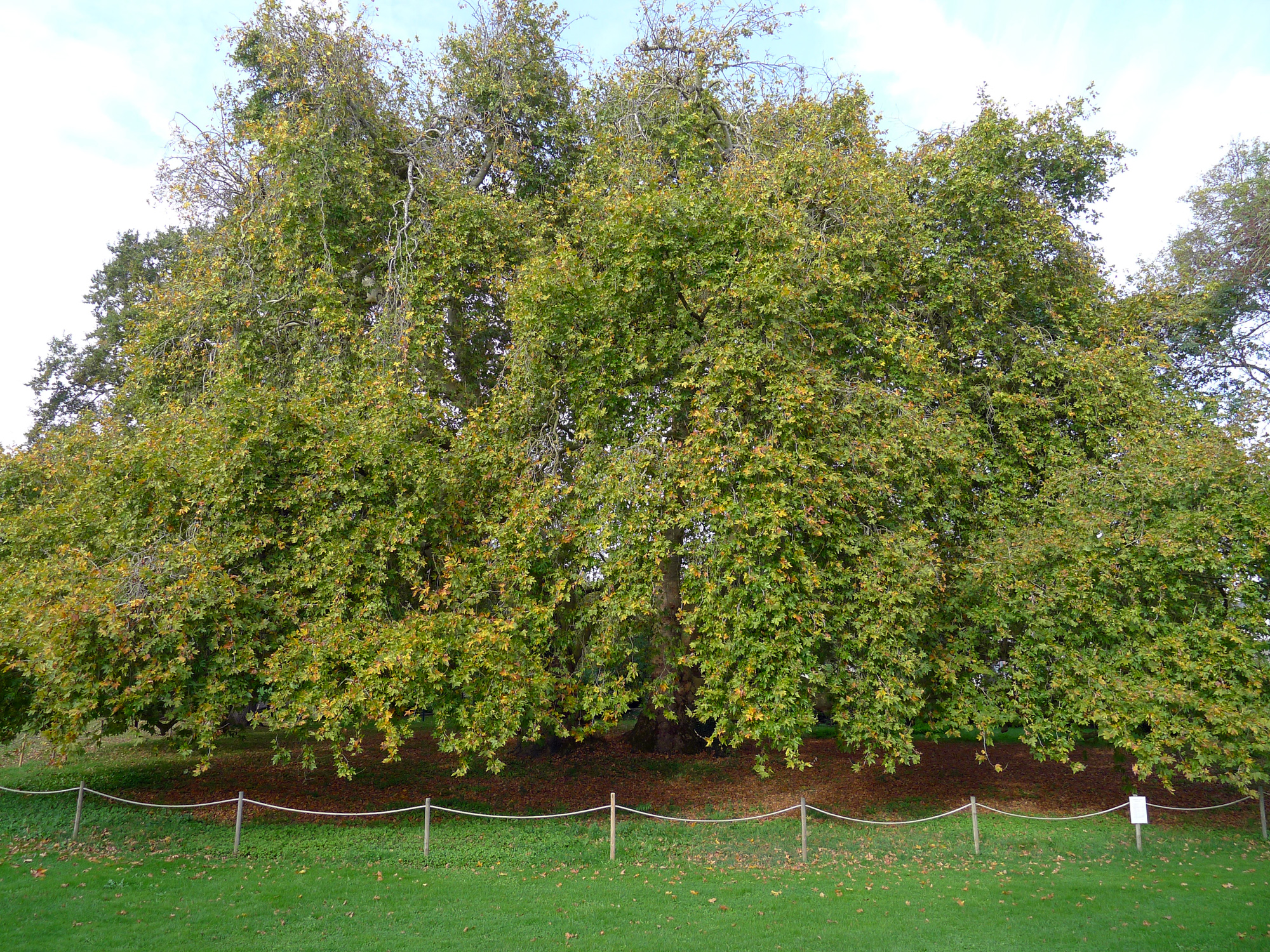
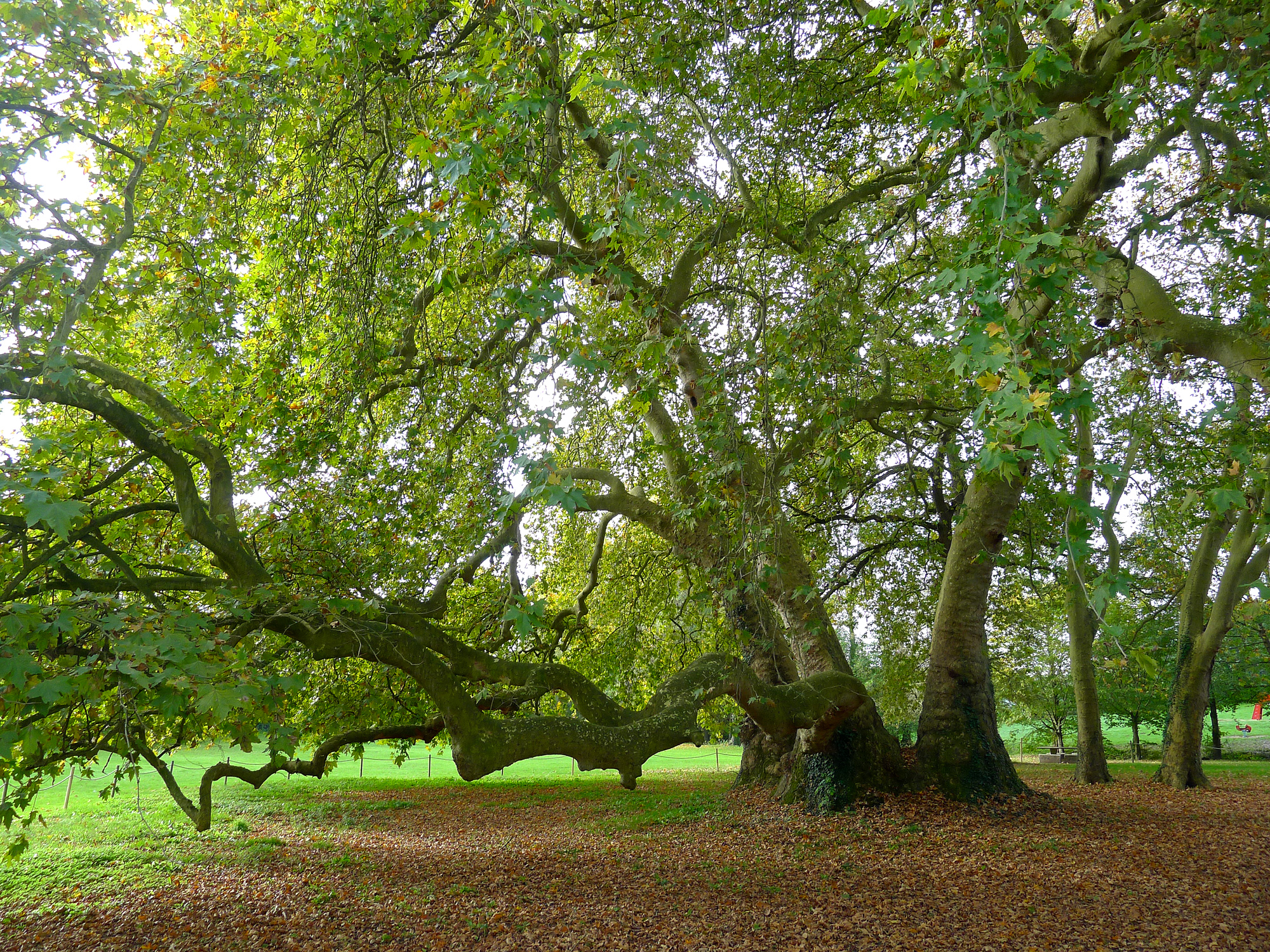

- Rives de la Guillemette (bras de la Loire).
- Village et châteaux de La Roche aux Moines[50].

### Personnalités liées à la commune
- Guillaume des Roches (1165 ou 1170-1222), occupant du château de la Roche-aux-Moines (à Savennières).
- Florimond Mac-Curtain de Kainlis (1764-1836), militaire, homme politique et chef chouan pendant la Révolution française, né à Savennières, député de la Loire-Inférieure au Conseil des Cinq-Cents.
- Mgr Henri Brincard (1939-2014), évêque du Puy en 1988, né à Savennières.
- Danièle Sallenave (1940- ), originaire de la commune, écrivain français, membre de l'Académie française[51].